# Articulophora
Articulophora är ett släkte av svampar. Articulophora ingår i divisionen sporsäcksvampar och riket svampar.